# Bradford W. Parkinson

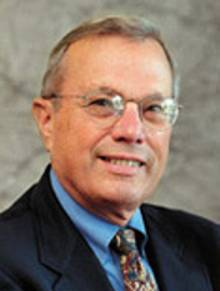
Bradford W. Parkinson (2003)

Bradford Wells Parkinson (* 16. Februar 1935 in Madison, Wisconsin) ist ein US-amerikanischer Raumfahrtingenieur, Hochschullehrer, Wirtschaftsmanager und ehemaliger Oberst der US Air Force, der als Vater des Global Positioning System (GPS) gilt.

## Leben

### Militärische Laufbahn und Entwicklung des GPS
Nach dem Abschluss der Breck School in Minneapolis 1952 begann er ein Studium der Ingenieurwissenschaften an der US Naval Academy und schloss dieses 1957 mit einem Bachelor of Science (B.S. Engineering) ab. Im Anschluss trat er in die US Air Force ein und absolvierte danach ein postgraduales Studium im Fach Aeronautik am Massachusetts Institute of Technology (MIT), das er 1961 mit einem Master of Science (M.S. Aeronautics) beendete. 1966 erwarb er schließlich einen Philosophiae Doctor (Ph.D.) an der Stanford University im Fach Aeronautik und Astronautik. In der Folgezeit wurde ihm nicht nur 1969 der Bronze Star, sondern auch die Air Medal verliehen.
1973 erfolgte seine Ernennung zum Direktor des Vereinigten Militärprogramms zur Koordinierung angewandter Navigationssysteme im Verteidigungsministerium der Vereinigten Staaten. Dieses Programm fasste damit die bisher von den Teilstreitkräften der US Navy und der US Air Force sowie anderen Diensten getrennt erfolgten Entwicklungen von Navigationssystemen zusammen.
Damit war Parkinson verantwortlich für die Entwicklung des Global Positioning System (GPS), einem koordinierten Feld von 24 Satelliten, das Signale von Erdstationen und mobilen Empfängern sendete und empfing, und die militärische Zielortung mit einer Genauigkeit von zehn Metern ermöglichte.
Während seiner aktiven Militärzeit wurde er zuletzt zum Oberst befördert und beendete seinen Militärdienst in der US Air Force 1978.

### Hochschullehrer und Wirtschaftsmanager
Nach seinem Ausscheiden aus dem aktiven Militärdienst wurde er zunächst 1978 Dozent für Maschinenbau an der Colorado State University, wechselte aber bereits 1979 in die Privatwirtschaft, wo er bis 1984 Vizepräsident für den Bereich Weltraumsysteme bei Rockwell Automation war, dem weltweit größten, spezialisierten Hersteller von Automatisierungs- und Informationslösungen für die industrielle Produktion. Zugleich war er zwischen 1980 und 1984 Vizepräsident von Intermetrics.
Im Anschluss wurde er 1984 zunächst Dozent für Aeronautik und Astronautik an der Stanford University, ehe er von 1989 bis 2002 dort eine Professur für Aeronautik und Astronautik innehatte. Darüber hinaus ist er seit 1997 Mitglied des Board of Directors von The Aerospace Corporation.
Für seine Beiträge zur Erfindung und Anwendung des GPS wurde Parkinson mehrfach geehrt und zwar 1997 mit Roger Easton mit dem Magellanic Premium der American Philosophical Society, 2003 zusammen mit Ivan A. Getting mit dem Charles-Stark-Draper-Preis, 2004 mit der Ehrenmedaille der American Society of Mechanical Engineers (ASME), 2012 mit dem Eduard-Rhein-Preis und 2016 mit dem Marconi-Preis. 2018 wurde ihm die IEEE Medal of Honor zugesprochen, 2019 der Queen Elizabeth Prize for Engineering.
Am 21. September 2002 wurde der Asteroid (10041) Parkinson nach ihm benannt.
Daneben wurde Parkinson, der auch Mitglied des Royal Institute of Navigation und der National Academy of Engineering ist, 2004 in die National Inventors Hall of Fame aufgenommen.

## Veröffentlichungen
Seine Gedanken und Erfahrungen zum Global Position System veröffentlichte Parkinson darüber hinaus in den folgenden Büchern:
- An Approach Guidance System for Side-Firing Tactical Aircraft (1970, Mitautoren Edward J. Bauman und Jack C. Henry)
- The Global Positioning System: Theory and Applications (1996, Mitautor James Spilker)